# Upplands runinskrifter Fv1959;260
Upplands runinskrifter Fv1959;260, U Fv1959;260, är ett vikingatida runstensfragment av granit i Österlisa, Länna socken och Norrtälje kommun. Stenen hittades 1956 och är en del av en tidigare okänd runsten. Den hade vid upptäckten spår av bruk och har alltså använts som byggnadsmaterial. Fragmentets höjd är 90 centimeter och dess bredd 70 centimeter. Ristningen har attribuerats till Åsmund Kåresson.

## Inskriften
Translitterering av runraden:
... ---u rita stin ...
Normalisering till runsvenska:
... [let]u retta stæin ...
Översättning till nusvenska:
... läto uppresa stenen ...